# بينارباشي
بينارباشي أو بولام (بالكردية: Bulam‏) هي بلدة في مديرية جليكخان في محافظة أديامان في تركيا وسكانها من قبيلة رشوان الكردية. بلغ عدد سكانها 3193 نسمة في عام 2021.
كانت تُعرف البلدة باسم بولام حتى عام 1888.
تأثرت البلدة بزلزال قهرمان مرعش الذي ضرب تركيا وسوريا في يوم 6 فبراير 2023 مما أدى إلى عشر وفيات وفي يوم 11 فبراير ضربتها هزة ارتدادية.